# 9368 Esashi
9368 Esashi (1993 BS3) là một tiểu hành tinh vành đai chính được phát hiện ngày 26 tháng 1 năm 1993 bởi M. Mukai và M. Takeishi ở Kagoshima.